# Auxis rochei
Auxis rochei es una especie de peces de la familia Scombridae en el orden de los Perciformes.

## Reproducción
Se reproduce durante los meses de verano. Los huevos y  larvas son pelágicas.

## Alimentación
Come otros peces pelágicos boquerones, etc.) y cefalópodos (pulpos, calamares y sepias) y crustáceos pelágicos (cangrejos y  larvas ).

## Hábitat
Es epipelágico oceánico que durante el verano se acerca a la costa.

## Morfología
• Los machos pueden llegar alcanzar los 50 centímetros

## Distribución geográfica
Es cosmopolita de aguas templadas y cálidas (su temperatura óptima es entre 27 y 27,9 °C): está presente en el  Atlántico (desde el Canal de la Mancha, hasta el  Índico, el Pacífico y en todo el Mediterráneo.

## Costumbres
Forman bancos y realizan migraciones.

## Pesca
Se comercializa fresco,congelado, ahumado y  envasado.